# San Giuseppe di Cluny
San Giuseppe di Cluny är en kyrkobyggnad i Rom, helgad åt den helige Josef. Kyrkan är belägen vid Via Angelo Poliziano i Rione Monti och tillhör församlingen Santi Silvestro e Martino ai Monti.
Kyrkan innehas av Josefsystrarna av Cluny, en kongregation grundad år 1807 av Anne-Marie Javouhey (1779–1851; saligförklarad 1950).

## Kyrkans historia
Kyrkan uppfördes åren 1884–1890 efter ritningar av Luca Carimini och konsekrerades år 1900 av kardinal Lucido Maria Parocchi. 

## Exteriören
En dubbeltrappa leder upp till kyrkans portik med tunnvalv med kassetter. Kyrkan befinner sig ovanför gatunivån, då den är uppförd på ett tidigare kapell, vilket numera utgör krypta. Kryptan har en egen tillägnan; den är helgad åt Vår Fru av Lourdes. Enligt den italienske historikern och arkeologen Mariano Armellini rör det sig om två kyrkor, uppförda på varandra: San Giuseppe och Santa Maria sotto il titolo di Lourdes. Fasaden har två våningar; den övre våningen har ett rundbågefönster med flankerande rundbågenischer. Dessa tvenne nischer kröns av ett halvcirkelformat pediment med akantusblad. Fasadens storform avslutas med ett triangulärt pediment med tandsnitt.

## Interiören
Den treskeppiga interiören avdelas av kolonner och pilastrar. Över altaret finns skulpturen Den helige Josef med Jesusbarnet. I absidens halvkupol framställs Kristi himmelsfärd och apostlarna. Under denna fresk står orden EVNTES ERGO DOCETE OMNES GENTES (Matteusevangeliet 28:19).
I kryptan finns en reproduktion av grottan i Lourdes.